# Nova Brasilândia
Nova Brasilândia är en kommun i Brasilien.   Den ligger i delstaten Mato Grosso, i den centrala delen av landet, 800 km väster om huvudstaden Brasília. Antalet invånare är 4 593.
Omgivningarna runt Nova Brasilândia är huvudsakligen savann. Runt Nova Brasilândia är det mycket glesbefolkat, med 2 invånare per kvadratkilometer.